# پیغام روز (یونیکس)

‎/etc/motd نام فایلی در سیستم‌عامل‌های شبه یونیکس است که دربرگیرنده یک پیغام است. این پیغام در هنگام ورود کاربران به سیستم، برای آنها نمایش می‌یابد. احتمالاً motd مخفف عبارت (به انگلیسی: message of the day) به معنی «پیغام روز» است. از این فایل می‌توان برای ارسال یک پیغام به همه کاربران سیستم استفاده کرد که نسبت به ارسال ایمیل به همه آنها کارامدتر است.

## استفاده
محتوای فایل ‎/etc/motd توسط برنامه‌ای به نام لاگین، پس از اینکه کاربر با موفقیت به سیستم وارد شد، دقیقاً قبل از اجرای پوسته، برای کاربر نمایش می‌یابد. این فایل، یک فایل متنی ساده است و قالب خاصی ندارد. برخی از پوسته‌ها، محدودیت ۲۵۵ یا ۱۰۲۴ کاراکتری دارند در نتیجه این فایل نمی‌تواند بیشتر از این مقدار طول داشته باشد.
MOTD همچنین به یک ویژگی رایج در بازی‌های آنلاین مایکروسافت ویندوز مانند نیمه جان، ندای وظیفه، میدان جنگ تبدیل شده است. قابلیتی مشابه به نام MOTD هم در برخی از کانال‌های آی‌آرسی وجود دارد که پیغامی را در هنگام وارد شدن به کانال نمایش می‌دهد.